# Wassmer WA-40
 (janvier 2019).
Si vous disposez d'ouvrages ou d'articles de référence ou si vous connaissez des sites web de qualité traitant du thème abordé ici, merci de compléter l'article en donnant les références utiles à sa vérifiabilité et en les liant à la section « Notes et références ».
Le Wassmer WA-40 Super 4 Sancy est un avion monomoteur français léger des années 1960 et 70. C'est un monoplan à ailes basses et train d'atterrissage escamotable. Il compte parmi ses versions notables les plus puissantes le WA 4/21 Prestige. 
Le WA-41 Baladou dispose d'un train d'atterrissage fixe.

## Conception et développement
En 1955, la Société Wassmer, qui a été créée initialement en 1905 en tant que société de réparations d'avions, a décidé d'ouvrir un département de conception. Par la suite, la société a construit plus de 300 avions sous licence Jodel, avant de produire son premier appareil, le WA-40 « Super Sancy », monoplan à ailes basses avec un train d'atterrissage à roue avant rétractable. La structure est construite en tube d'acier, recouverte d'un revêtement en tissu, tandis que les ailes sont entièrement en bois. Le premier prototype vole le 8 juin 1959, la certification de type a été obtenue le 9 juin 1960.
À partir du 53e exemplaire produit, en 1963, la dérive et le gouvernail de direction sont modifiés pour être affinés. Nommée WA-40A, cette version effectue son premier vol en janvier 1963 et est certifiée en mars 1963.
En 1965 est introduit le WA-41, avec un train d'atterrissage fixe, surnommé Baladou. En mars 1967 sort le Super 4/21 Prestige, propulsé par un moteur Lycoming O-540 de 235 ch (175 kW). Le 4/21 est équipé d'une hélice McCauley à pas variable, un pilote automatique, des volets électriques et il peut être équipé IFR.
Un modèle entièrement métallique (à l'exception de la cabine qui est en composite verre/polyester, dérivé du WA 4/21, le CE-43 Guépard, a été produit par la société CERVA, une entreprise commune formée des sociétés Wassmer et Siren SA. Il est équipé du même moteur que le Prestige.
En 1977, Wassmer rencontre des difficultés financières et fait faillite en septembre. À cette date, le CE-43 Guépard offre un sixième siège en option ; deux autres variantes sont en cours de développement : le CE-44 Cougar et le CE-45 Léopard. Toutefois, en raison de la liquidation, ces développements n'aboutissent pas et aucun autre avion n'a été produit après cette date.

## Variantes
- WA-40 Super IV : le modèle d'origine. Alimenté par un moteur Lycoming O-360-A1A moteur. Deux prototypes + 50 avions produits[2].
- WA-40A Super IV : dérivé des premiers modèles produits, avec notamment une dérive affinée. 180 WA-40 et WA40A ont été construits[3].
- WA-41 Baladou : version économique, avec un train d'atterrissage fixe. 60 construits en 1970[3].
- WA 4/21 Prestige : version plus puissante du WA-40A avec un moteur Lycoming IO-540-C4B5 de 250 ch, une motorisation électrique des volets et du train d'atterrissage et un nez allongé. 25 construits en 1970[3].
- WA-41-250 : autre désignation du WA 4/21.
- CERVA CE-43 Guépard : dérivé du WA4/21 mais construit par Cerva.
- CERVA CE-44 Cougar : dérivé du CE-43 'Guépard', jamais produit.
- CERVA CE-45 Leopard : dérivé de CE-43 'Guépard', jamais produit.

## Spécifications (WA-40A)
Données de Jane's All the World's Aircraft 1969-70
Caractéristiques générales
- Équipage : 1
- Capacité : 5 places
- Longueur : 8,09 m
- Envergure : 10 m
- Hauteur : 2,86 m
- Surface alaire : 16,0 m2
- Masse à vide : 740 kg
- Masse maximale au décollage : 1 200 kg
- Moteur : 1   4 cylindres opposés horizontalement refroidis par air Lycoming O-360-A1A de 134 kW

 Performances 
- Vitesse à ne jamais dépasser : 310 km/h
- Vitesse maximale : 270 km/h
- Vitesse de croisière : 258 km/h
- Vitesse de décrochage : 95 km/h
- Distance franchissable : 1 700 km
- Plafond : 5 000 m
- Vitesse ascensionnelle : 4,6 m/s
- Charge alaire : 75,0 kg/m2
- Rapport poids-puissance : 8,94 kg/kW